# باول تهيجس
باول تهيجس هو منافس ألعاب قوى بلجيكي، ولد في 2 مايو 1946.

## وصلات خارجية
- باول تهيجس على موقع الاتحاد الدولي لألعاب القوى (الإنجليزية)
- باول تهيجس على موقع أوليمبيديا (الإنجليزية)